# Storia del trattamento della malinconia dalle origini al 1900
Storia del trattamento della malinconia dalle origini al 1900 è un'opera del 1960 del filosofo e psichiatra svizzero Jean Starobinski. 

## Contenuto
Nell’opera, Jean Starobinski analizza la storia del trattamento della malinconia (oggi depressione). Secondo lo psichiatra, la malattia mentale è un fatto culturale. Al mutare delle epoche storiche mutano i modi in cui gli uomini si vedono, le malattie che li affliggono e i sintomi che le caratterizzano.
La storia della malinconia inizia con Bellerofonte, eroe dell’Iliade di Omero, per poi passare alla teoria degli umori di Ippocrate. Secondo il medico greco, lo stato della malinconia non è che una delle molteplici espressioni del potere patogeno della bile nera, che nel corpo del malato è in eccesso. Le cure saranno quindi volte all’espulsione di quest’ultima, tramite varie erbe irritanti come l’elleboro, che causavano vomito e feci emorragiche, che venivano scambiate per la bile nera.
Starobinski prende poi in considerazione il mondo cristiano, in cui la malinconia prende il nome di acedia, caratterizzata da gravezza, torpore, assenza di iniziativa e mutismo. Le cure saranno le stesse previste da Ippocrate, ma con un’interpretazione religiosa. L’autore passa poi al Rinascimento, epoca in cui la malattia mentale è appannaggio di nobili, regnanti, studiosi e filosofi.
Vengono poi presentati tre medici che, a cavallo tra Seicento e Settecento, evidenziano il passaggio alla medicina moderna: Sydenham, Hoffmann e Lorry. Nell’Ottocento invece la malattia mentale è vista come una problematica legata non più alla bile nera, ma al cervello e alle sue ramificazioni nervose. Vengono qui presentati Cabanis, Pinel ed Esquirol e la loro terapia morale, volta a far “uscire” il pensiero negativo dominante nella mente del malato. Non a caso, in questo secolo, la malinconia assume il nome di monomania o lipemania (mania dolorosa).
Il capitolo sul Novecento si conclude brevemente. Starobinski afferma che la psichiatria si atteggia umilmente di fronte alle sue capacità: la malattia è sempre più astratta e dipende da molteplici fattori. La malinconia è vista come un disturbo della vitalità e riguarda i rapporti con il mondo. Un unico metodo che agisce su un unico organo non può essere sufficiente. Da qui l’importanza della filosofia, coltivata da tantissimi per conoscere il mondo interiore di ciascun malato.

## Edizioni
Starobinski J., Storia del trattamento della malinconia dalle origini al 1900, trad. di Paracchini F., Guerini e Associati, 1990.